# Paganese Calcio 1926
Paganese Calcio 1926 is een Italiaanse voetbalclub uit Pagani die speelt in de Lega Pro Prima Divisione. De club werd in 1926 opgericht. In 2007 promoveerde Paganese vanuit de Serie C2. Het was sinds 1979 geleden dat de club in de Serie C1 speelde.

## Naamswijzigingen
- 1926-1929:  Unione Sportiva Paganese
- 1929-1931:  Unione Sportiva Fascista Paganese
- 1931-1945:  Associazione Sportiva Pagani
- 1945-1982:  Unione Sportiva Paganese
- 1982-1989:  Paganese Calcio S.r.l.
- 1989-1991:  Pol. Azzurra Paganese
- 1991-1998:  Associazione Calcio Paganese
- 1998-2003:  A.S. Real Paganese
- 2003-heden:  Paganese Calcio 1926

## Bekende (ex-)spelers
- Ibrahim Maaroufi
- Tomas Švedkauskas